# Rescue on Fractalus!
Rescue on Fractalus! è un videogioco simulatore di volo fantascientifico pubblicato nel 1984 per Atari 5200 e nel 1985-1987 per Amstrad CPC, Apple II, Commodore 64, TRS-80 Color Computer e ZX Spectrum.
Insieme a Ballblazer è uno dei primi due titoli prodotti dalla LucasFilm Games, in collaborazione con la Atari. Quest'ultima lo pubblicò per la sua console 5200, mentre per i computer venne pubblicato dalla Epyx in America e dalla Activision in Europa. Nel 1987 l'Atari pubblicò anche una seconda versione Atari 8-bit, su cartuccia e solo per XL/XE, con la possibilità di iniziare il gioco da livelli più avanzati rispetto all'originale su disco del 1985.

## Trama
Come da titolo ("salvataggio su Fractalus"), il gioco si svolge su Fractalus, un pianeta inospitale dove le astronavi degli Ethercorp umani stanno combattendo gli alieni Jaggi. Molti piloti umani sono stati abbattuti e si trovano ancora vivi all'interno dei relitti dei loro velivoli sulla superficie del pianeta, ma non possono uscirne se non per brevissimo tempo a causa dell'atmosfera altamente corrosiva, in grado di distruggere le loro tute protettive.
Per salvare i piloti vengono inviate su Fractalus delle navicelle chiamate Valkyrie ("valchiria"), equipaggiate con l'Etheric Navigation System, un computer che agevola le ricerche dei dispersi. Il terreno è montuoso e accidentato, con forme realizzate tramite tecniche frattali, e la Valkyrie deve volare a bassa quota tra le gole rocciose, atterrare vicino a ciascun disperso e prenderlo a bordo.
Il pianeta è difeso dalle forze Jaggi e a complicare le cose c'è un ciclo giorno-notte molto breve.

## Modalità di gioco
Il giocatore controlla una Valkyrie con visuale in prima persona dall'abitacolo. A ogni livello il velivolo parte dall'astronave madre nello spazio e scende in superficie, ma questa parte è automatica; il gioco vero e proprio avviene sempre a bassa quota, tra le montagne di Fractalus.
La Valkyrie si pilota variandone direzione e velocità, mentre per atterrare si deve attivare una procedura automatica una volta raggiunta una quota adeguata.
Oltre a tipici strumenti di volo come altimetro e bussola, si dispone di due indicatori a barra che segnalano la distanza delle rocce dai due fianchi del velivolo.
Le forze dei Jaggi possono comprendere torrette laser sulle cime delle montagne e dischi volanti kamikaze.
Per difendersi, la Valkyrie può sparare dei razzi, con l'aiuto di uno schermetto rilevatore di bersagli, ed è dotata di scudi con energia limitata, che proteggono dai nemici e dagli urti.
Un apposito radar permette di individuare da lontano la presenza dei piloti dispersi. Per recuperarne uno bisogna atterrare sufficientemente vicino al relitto e attendere che il pilota raggiunga la Valkyrie a piedi. Per permettergli di entrare bisogna spegnere manualmente motori e scudi e aprire il portello. Si sente il pilota bussare quando vuole farsi aprire; se si aspetta troppo o si riattivano anzitempo gli scudi, il pilota rimane ucciso.
Alcuni piloti possono essere assi, dal maggior valore in punteggio. Altri, da un certo livello in poi, possono essere in realtà dei Jaggi che hanno teso una trappola: da lontano sembrano normali, ma anziché un pilota, alla Valkyrie si presenta un mostro umanoide verde che cerca di sfondare il parabrezza, e va ucciso riattivando celermente gli scudi.
Si può selezionare il livello di partenza tra i primi 16. L'obiettivo è recuperare la quota richiesta di piloti e quindi ritornare all'astronave madre; si può decidere di tornare anche prima, ad esempio se la Valkyrie è vicina alla distruzione, ma in quel caso il livello andrà ripetuto. Dal livello 16 in poi subentra anche il ciclo giorno-notte, che si alternano ogni 9 minuti; di notte la visuale si scurisce progressivamente fino al buio totale.